# Козаки (мультсеріал)
«Козаки́» — серія мультиплікаційних фільмів, знятих в УРСР та Україні на українській студії «Київнаукфільм».
Автор сценарію та режисер — Володимир Дахно. Усі мультфільми є короткометражними, їхня тривалість не перевищує 20 хвилин.
Назва кожної серії починається словами «Як козаки...».
Усі серії видані на DVD в збірці «Усе про козаків».
Посідає 84-85-у позицію у списку 100 найкращих фільмів в історії українського кіно.

## Історія
Володимир Дахно, за освітою архітектор, у 1960 році прийшов на студію «Київнаукфільм». Того ж року він дебютував як художник у анімаційному фільмі «Пригоди Перця», створеному за мотивами сатиричного журналу «Перець».
Головні персонажі «Козаків», Око, Грай і Тур, були придумані Володимиром Дахном як наслідування героїв роману Александра Дюма «Три мушкетери»: Атоса, Портоса та Араміса. Вигляд цих трьох героїв розробив художник Едуард Кирич. Спочатку планувалося створити повнометражний фільм, але зрештою було ухвалено зробити багатосерійний мультфільм.
Першою назвою мультфільму про Тура, Грая та Ока була «Три запорожці», потім змінена на «Як козаки куліш варили». Як у першому, так і в подальших восьми епізодах були відсутні діалоги, та будь-який супровідний текст, за винятком вступних частин. На Володимира Дахна мала сильний вплив Загребська школа анімації, яку вирізняв різкий, схематичний малюнок, що й видно у серії «Як козаки куліш варили».
З виходом першої серії в 1967 році, мультсеріал швидко здобув величезну популярність і отримав схвалення на міжнародному кінофестивалі в Румунії за свій темп: насичена пригода трьох козаків вклалася в 10 хвилин. Але серія «Як козаки куліш варили» спричинила обурення посла Туреччини в Москві, бо ворожа країна, куди прибувають козаки, нагадує Туреччину. Посол спершу сприйняв мультфільм за сплановану провокацію.
Наступна серія «Як козаки в футбол грали» створювалася під натхненням від розвитку українського футболу в СРСР. Московські критики дорікали Володимиру Дахну за уславлення київського футбольного клубу «Динамо». Ця серія проте швидко отримала всесоюзну славу, а реальні футболісти дивилися її перед своїми матчами. «Як козаки в футбол грали» також отримав несподівану популярність в Ірані, оскільки в мультфільмі не було слів, зате було багато трюків і жартів. Серія «Як козаки в футбол грали» була тимчасово виключена з програми телебачення, коли генсек СРСР Леонід Брежнєв відвідував Англію, Францію та Німеччину — країни, проти яких козаки грають у мультфільмі.
Серія «Як козаки наречених визволяли» сподобалася не лише національному глядачу, а й журі VI Міжнародного кінофестивалю в Швейцарії 1973 року. Вона отримала премію «Срібний сестерцій».
У четвертій серії «Як козаки сіль купували», знятій за сценарієм Володимира Капустяна і Володимира Дахна, Грай, Око і Тур боролися вже з внутрішніми проблемами на своїй батьківщині — з жадібним паном. П'ята серія «Як козаки олімпійцями стали» повернулася до зарубіжних пригод, відтворивши сюжет, заснований на давньогрецькій міфології.
Інтернаціоналізм серіалу закріпила шоста серія «Як козаки мушкетерам допомагали», що стала українським анімаційним переказом пригодницького роману «Три мушкетери» Александра Дюма-старшого.
Сьома серія «Як козаки на весіллі гуляли» перетворилася на містичну повість у дусі Миколи Гоголя та розповідає про одруження Тура. А в восьмій частині — «Як козаки інопланетян зустрічали», Грай, Око і Тур зустріли інопланетян, карикатурно схожих на них самих, і допомогли їм поремонтувати зореліт.
З огляду на кампанію боротьби в СРСР з «українським буржуазним націоналізмом» висловлювалися ідеї зробити козаків більш комуністичними.
За незалежної України Володимир Дахно видав книгу «Як козаки куліш варили» та планував другу — «Як козаки на весіллі гуляли». Інші нереалізовні проєкти: «Як козаки у космос літали», «Як козаки криницю копали», «Як козаки сон бачили». Володимиру Дахну вдалося зняти тільки одну серію-продовження, «Як козаки в хокей грали». Також Володимир Дахно та його учень, український аніматор, режисер і сценарист Олександр Вікен хотіли створити десятий мультфільм під назвою «Як козаки в тридев'яте царство ходили».
В 2003 році Володимир Дахно передав права на персонажів Тура, Грая та Ока «Гільдії кінорежисерів 24/1», з якої згодом вийшов. Після його смерті в 2006 році ці права хотіла придбати студія «Квартал 95». У 2011 році дочка режисера, Наталія Дахно, подала позов до суду на видавництво «Казка» з приводу незаконного використання образу Тура, Грая та Ока в дитячій книжці. Вона доводила, що має успадковані права на персонажів. В 2012 році Печерський районний суд зобов'язав видавництво «Казка» виплатити Наталії Дахно матеріальну компенсацію, але потім скасував рішення після апеляції видавництва. У свою чергу в 2013 році «Гільдія» подала до суду інший позов, який вимагає частково позбавити Наталію Дахно прав на персонажів. Частково — тому що існують досі невідтворені сценарії про пригоди козаків. У 2017 році Сергій Кулаков подав до суду самостійний позов щодо визнання недійсним свідоцтва Наталії Дахно на спадщину в зв'язку з тим, що у 2006 році її батько продав права на опис і зображення козаків йому.
На початку 2010-х років студія «Укранімафільм» почала готувати до випуску другий сезон мультсеріалу «Як козаки …» до складу якого мали увійти 13 серій. Планувалося, що герої Око, Тур і Грай постануть перед глядачами навесні 2014 року. Восени 2015 року відеосервіс Megogo, студія анімації Baraban, створена на базі «Укранімафільму», і медіагрупа «1+1 медіа» запустили у виробництво анімаційний телесеріал «Козаки. Футбол». Прем'єра серіалу відбулась 30 травня 2016 року на телеканалі «1+1».
У жовтні 2018 вийшло продовження пригод трьох побратимів — «Козаки. Навколо світу». Проєкт цього анімаційного серіалу став переможцем IV конкурсного відбору Держкіно.

## Художні особливості

Персонаж Око

Персонаж Грай

Персонаж Тур

Головні герої серіалу — це троє запорозьких козаків карикатурного вигляду:
- Грай — хитрий та розсудливий козак-винахідник;
- Око — вправний стрілець, бадьорий та войовничий козак (тягає з собою гармату-мортиру);
- Тур — сильний, але сором'язливий та сентиментальний козак.

Козаки не вимовляють жодного слова, натомість спілкуються жестами та вигуками.

## Список серій
- «Як козаки куліш варили» (1967) 09:61
Епізод, що розповідає про викрадання Ока та інших козаків заморськими работорговцями (ймовірно, турками). Грай і Тур із пригодами проникають в цитадель ворога й звільняють друзів. Ця серія відрізняється грубшим, кутастішим стилем зображення, ніж подальші.
- «Як козаки у футбол грали» (1970) 18:23
Одна із найвідоміших серій показує, як козаки подорожують Європою на захід, обігрують у футбол супротивників із різним стилем гри: німецьких лицарів, французьких мушкетерів та англійських джентльменів.
- «Як козаки наречених визволяли» (1973) 18:51
Серія про морські пригоди козаків, що ганяються за піратами, які викрали українських дівчат, коли ті ворожили на Івана Купала. Гонитва проходить через колоритні стародавні держави: Стародавню Грецію, Давній Єгипет, Індію, і закінчується на острові піратів, де козаки завдяки хитрощам визволяють дівчат.

Як Козаки сіль купували

- «Як козаки сіль купували» (1975) 09:20
У цій серії козаки допомагають чумакам повернути сіль, яку в них відібрали розбійники під керівництвом злого пана. Майже вся серія є енергійною гонитвою, в якій козаки втікають від розбійників, а потім проганяють їх.
- «Як козаки олімпійцями стали» (1978) 17:35
Події цієї серії пов'язані з давньогрецькою міфологією. Бог Зевс хоче припинити війни між греками і оголошує Олімпійські ігри. Марс, бог війни, має намір зірвати їх проведення. Але йому доводиться вступити в спортивне змагання з козаками, що зайняли сторону олімпійців.
- «Як козаки мушкетерам допомагали» (1979) 17:37
Серія посилається на роман Александра Дюма-старшого «Три мушкетери». Козаки допомагають французьким мушкетерам доправити подарунок дочки турецького султана голландському принцу, щоб той міг з нею одружитися. Підступний кардинал Рішельє хоче зірвати їхні плани, щоб видати за принца власну дочку.
- «Як козаки на весіллі гуляли» (1984) 19:28
Містична серія, створена на основі творів Гоголя, що розповідає про одруження Тура. У пошуках черевичків для своєї коханої козак Тур потрапляє на шабаш до нечистої сили, яка хоче забрати у нього душу. Вірні друзі рятують козака та ще одного викраденого нечистою силою чоловіка, а наприкінці знаходять скарб.
- «Як козаки інопланетян зустрічали» (1987) 17:20
У цій серії козаки зустрічають інопланетян, карикатурно схожих на них самих. Прибульцям для повернення на рідну планету треба мастило. Козаки разом з інопланетянами мандрують Європою у пошуках мастила для їх летючої тарілки, захищають Болгарію від ворогів, винаходять лазні у Римі і ледь не потрапляють на багаття інквізиції в Іспанії. Це останній мультфільм серії, який було відзнято за часів СРСР.
- «Як козаки в хокей грали» (1995) 17:57
Остання серія мультфільму була знята після розпаду СРСР та відновленої незалежності України. Козаки тут показані вже немолодими батьками родин. У ній канадська команда хокеїстів опиняється в Україні, коли їх пограбували розбійники. Козаки та хокеїсти вирішують провчити розбійників, влаштувавши змагання з хокею.

## Продовження
- «Козаки. Футбол» (2016)
- «Козаки. Навколо світу» (2018)
У цьому серіалі козаки — Тур, Грай та Око — подорожують різними куточками світу. Зокрема козаки відвідують Австралію, Америку та Індію, відкриваючи культурні та знакові особливості цих країн. Козаки роблять це, як завжди, дотепно та потрапляючи в різні пригоди[13].

## Пов'язані твори
- «Як козаки Мону Лізу шукали» — відеогра в жанрі квесту за мотивами мультсеріалу, яку в 2005 році створила одеська компанія «Jam-Games»[14].
- «Як козаки куліш варили» — книга художника-мультиплікатора Івана Будза, з яким Дахно працював над серією «Як козаки інопланетян зустрічали»[5].

- 14 жовтня 2022 року, у День українського козацтва в Ужгороді відкрили бронзову мініскульптуру «Наші козаки» — козакам Оку, Граю й Туру. Скульптор — Роман Мурник. Скульптура розташована поблизу художнього музею в Ужгороді. Цікаво, що козаки мають сучасні джавелін, каску та автомат, а на їхніх плечах є номери: 1,2,8. Це номер 128-ї окремої гірсько-штурмової бригади, чиї підрозділи дислокуються на території Закарпатської області[15].

## Українське одноголосе закадрове озвучення
Для мультсеріалу існує два варіанти україномовного озвучення від каналів Inter Media Group та Суспільного мовлення (де в оригіналі вступ або закінчення зачитується російською).
- Текст читають: Андрій Соболєв (Inter Media Group) та Євген Малуха (Суспільне мовлення).

## Сприйняття
В радянському журналі «Традиции и новаторство советского киноискусства» 1989 року описано, що Володимиру Дахну разом з художниками Едуардом Киричем і Анатолієм Вадовим вперше в радянському кінематографі вдалося створити постійних героїв на національній основі. Тур, Грай та Око характеризувалися як триєдиний герой, який втілює народні патріотизм, товариськість і розум.
У проєкті 24 каналу «Згадати все» в 2019 році «Козаків» названо незвичайним для радянської анімації мультсеріалом. Його анімація вирізняється динамікою, а героям не було альтернативи. Більшість радянських мультиплікацій розповідали про неслухняного хлопчину, якого змушують стати хорошим, або про гонитву хижака за жертвою, за зразком американської анімації. Козаки ж були близькими до глядачів героями, при цьому самобутніми завдяки непередбачуваним пригодам, у які вони встрявали.